# Podalyria glauca
Podalyria glauca är en ärtväxtart som beskrevs av Dc. Podalyria glauca ingår i släktet Podalyria och familjen ärtväxter. Inga underarter finns listade i Catalogue of Life.